# Litsea imbricata
Litsea imbricata är en lagerväxtart som beskrevs av André Guillaumin. Litsea imbricata ingår i släktet Litsea och familjen lagerväxter. Inga underarter finns listade i Catalogue of Life.